# مانويل مويانو
مانويل مويانو (بالإسبانية: Manuel Moyano)‏ هو كاتب إسباني، ولد في 1963 في قرطبة في إسبانيا.